# Punk Sugar
Punk Sugar è un album studio del gruppo musicale polacco Third Degree, pubblicato nel 2008.

## Tracce
1. From Simple Punks – 2:08
2. Millennium of Recycling Christ – 1:56
3. Twelve Millions – 3:03
4. Where Is the Consumation? – 1:49
5. Thoughts – 2:06
6. Dead Will – 3:42
7. So Long Bastards – 0:08
8. Punk Sugar – 2:18
9. Surrounded by Victims – 2:31
10. ...and Now Something Completely Different – 2:33
11. Manipulation – 0:10
12. Pathic – 8:55

## Formazione
- Piotr Bartczak - voce
- Szymon Czech - chitarra
- Andrzej Pawłowski - chitarra
- Piotr Paltian - basso
- Wojciech Błaszkowski - batteria